# Nicoya
Nicoya este un oraș turistic din Costa Rica. În 2000 avea 13.334 de locuitori.